# 54e régiment d'infanterie territoriale
Le 54e régiment d'infanterie territorial est un régiment d'infanterie de l'armée de terre française qui a participé à la Première Guerre mondiale.

## Création et différentes dénominations
Le régiment reçoit son numéro par décret du 19 mars 1875, en prévision de la mobilisation.

## Historique des garnisons, combats et batailles du54eRIT

### Première Guerre mondiale

#### Affectations
- 41e division d'infanterie d'août à novembre 1918

#### 1918
Intègre la 17ème DI d'Août 1918 à Novembre 1918

## Drapeau
Il porte, cousues en lettres d'or dans ses plis, les inscriptions suivantes :
- Verdun 1916
- Roulers 1918